# Đỗ Hoài Nam (chính khách)
Giáo sư, tiến sĩ Đỗ Hoài Nam (sinh 1949) là Ủy viên Trung ương Đảng Cộng sản Việt Nam khóa VIII (1996 - 2001); IX (2001-2006) và X (2006-2011), đại biểu Quốc hội Việt Nam các khóa khóa XI, thuộc đoàn đại biểu Lâm Đồng.
Ông là Chủ tịch Viện Khoa học xã hội Việt Nam từ năm 2003 đến năm 2011 (nay là Viện Hàn lâm Khoa học Xã hội Việt Nam). Hiện ông là Phó Chủ tịch Hội đồng lý luận trung ương, Chủ tịch Hội đồng Học viện Khoa học Xã hội.